# Zirconiumdisilicid
Zirconiumdisilicid ist eine anorganische chemische Verbindung des Zirconiums aus der Gruppe der Silicide.

## Gewinnung und Darstellung
Zirconiumdisilicid kann durch Reaktion von Zirconium oder Zirconiumhydrid mit Silicium gewonnen werden.
{\displaystyle \mathrm {Zr+2\ Si\longrightarrow ZrSi_{2}} }
Ebenfalls möglich ist die Darstellung durch Umsetzung von Zirconium mit Siliciumtetrachlorid.
Es bildet sich auch bei der Reaktion von Zirconiumdioxid mit Silicium.
{\displaystyle \mathrm {3\ Si+ZrO_{2}\longrightarrow ZrSi_{2}+SiO_{2}} }

## Eigenschaften
Zirconiumdisilicid ist ein metallisch glänzender, grauer und geruchloser kristalliner Feststoff mit guter thermischer und elektrischer Leitfähigkeit. Er besitzt orthorhombische Kristallstruktur mit der Raumgruppe Cmcm (Raumgruppen-Nr. 63). Die Kristallstruktur enthält zwei kristallographisch verschiedene Siliciumatome. Eines bildet Schichten aus Si4-Quadraten, das andere Zickzackketten. Siliciumdisilicid ist unlöslich in Wasser und Mineralsäuren mit Ausnahme von Flusssäure. Es verbrennt beim Glühen an Luft. Zu beachten ist, dass neben Zirconiumdisilicid weitere Zirconiumsilicide bekannt sind. So Zr3Si mit einer tetragonalen Kristallstruktur isotyp zu der von Ti3P, Zr2Si mit einem Schmelzpunkt von 2110 °C, einer Dichte von 6,22 und tetragonaler Kristallstruktur isotyp zu der von CuAl2, Zr3Si2 mit einer Schmelztemperatur von 2225 °C und einer tetragonalen Kristallstruktur isotyp zu der von U3Si2, Zr5Si4 mit einer tetragonalen Kristallstruktur und Zirconiummonosilicid ZrSi mit einer Schmelztemperatur von 2095 °C und zwei orthorhombische Formen isotyp zu denen von Eisenborid oder Chromborid.

## Verwendung
Zirconiumdisilicid wird in der Halbleiterindustrie als Sputtermaterial zur Erzeugung von widerstandsfähigen Schichten in elektronischen Schaltkreisen verwendet.